# Pantoporia separata
Pantoporia separata är en fjärilsart som beskrevs av Otto Staudinger 1889. Pantoporia separata ingår i släktet Pantoporia och familjen praktfjärilar. Inga underarter finns listade i Catalogue of Life.